# Paraphidippus basalis
Paraphidippus basalis is een spinnensoort in de taxonomische indeling van de springspinnen (Salticidae).
Het dier behoort tot het geslacht Paraphidippus. De wetenschappelijke naam van de soort werd voor het eerst geldig gepubliceerd in 1904 door Nathan Banks.